# لاڤازات
لاڤازات هو مسلسل تلفزيوني كوميدي جزائري عُرض لأول مرة في رمضان 1446 هـ (2025) على شاشة سميرة تي في.

## قصة مسلسل
يلتحق الزوجان آدم ونسمة بالعمل في نفس الجريدة، لكن سرعان ما تتحول زمالتهما إلى سلسلة من المواجهات، بعد أن يكتشف كل منهما أسرارًا خطيرة عن الآخر، تهدد استقرار الجريدة ومستقبلها. وبينما يتصارعان مع ماضيهما الغامض، يجدان نفسيهما مضطرين للعمل مع بقية الموظفين لإنقاذ الجريدة من الإفلاس، عبر طرح مواضيع جريئة وجديدة. فهل سينجحان في تجاوز خلافاتهما، أم أن الحقيقة ستدمر كل شيء؟.

## الممثلون
البطولة
- مروان قروابي
- صبرينة قريشي
- سمير الحكيم
- يامنة
- نصر الدين جودي
- عبدالله جلاب
- سيليا حليلو
- حورية بهلول
- ميس نور

وعدة نجوم وممثلين جزائريين

## روابط خارجية
- لاڤازات على موقع IMDb (الإنجليزية)
- لاڤازات على موقع قاعدة بيانات الأفلام العربية